# Creighton University
Creighton University – prywatna, jezuicka szkoła wyższa w mieście Omaha, w stanie Nebraska. Uniwersytet założony został przez Towarzystwo Jezusowe w roku 1878 i jest jedną z 28 instytucji członkowskich Stowarzyszenia Kolegiów i Uniwersytetów Jezuickich. Uczelnia jest akredytowana przez North Central Association of Colleges and Secondary Schools. W chwili obecnej (rok 2011) studiuje tu 7.385 studentów. Creighton jest największym prywatnym, religijnym uniwersytetem w stanie Nebraska.
Główny campus uniwersytetu znajduje się w niewielkiej odległości od centrum Omahy: między 16th Street od wschodu, North Freeway od zachodu, Cuming Street od północy i Cass Street od południa. Creighton University Medical Center rozciąga się od North Freeway do 32nd Street.

## Kolegia i Wydziały (rok 2011)
- College of Arts & Sciences
- Eugene C. Eppley College of Business Administration
- School of Nursing
- Creighton University School of Dentistry
- Creighton University School of Medicine
- School of Pharmacy & Health Professions
- Creighton University School of Law
- Graduate School
- University College

The College of Arts & Sciences jest największym wydziałem z niemal 35% udziałem studentów w stosunku do liczby studentów na uczelni. Chociaż Creighton oferuje studia doktoranckie, uznaje się go raczej jako „uniwersytet kształcący na poziomie magisterskim” („U.S. News & World Report”), z powodu liczby kursów na poziomie „undergraduate”. Tu w rankingach ww. magazynu Creighton uznawany jest konsekwentnie jako Nr. 1 wśród szkół Środkowego Zachodu; ponadto lokuje się w Top 100 w USA w kategorii programów medycznych. Program Wydziału Prawa – „Dispute Resolution” – został oceniony jako dwunasty w USA. Wydział Farmacji znalazł się w rankingu na miejscu 19-tym wśród szkół typu Graduate Schools in Physical Therapy. W roku 2006, PC Magazine oraz The Princeton Review uznały Creighton za 5-ty najbardziej skomputeryzowany uniwersytet w USA.
Statystyczna liczba studentów przypadających na wykładowcę to 11 : 1. Uniwersytet Creightona należy do czołówki tych, z których wywodzi się najwięcej amerykańskich stypendystów Fundacji Fulbrighta w roku akademickim 2009-2010. Również studenci zdobywali w latach 2006–2010 prestiżowe Stypendium Goldwatera...

## Historia
Edward Creighton oraz jego brat John A. Creighton (ze stanu Ohio), budowali w czasie wojny secesyjnej linię telegrafu przez prerię, a następnie prowadzili rozległą działalność gospodarczą w Nebrasce. Uniwersytet ufundowano jako Creighton College 2 września 1878 r., kiedy Mary Lucretia Creighton, wdowa po Edwardzie, przeznaczyła w testamencie pieniądze na założenie szkoły upamiętniającej działalność męża. Brat Edwarda, John, znacząco przyczynił się do rozwoju uniwersytetu w pierwszym okresie po jego założeniu.

## Sport

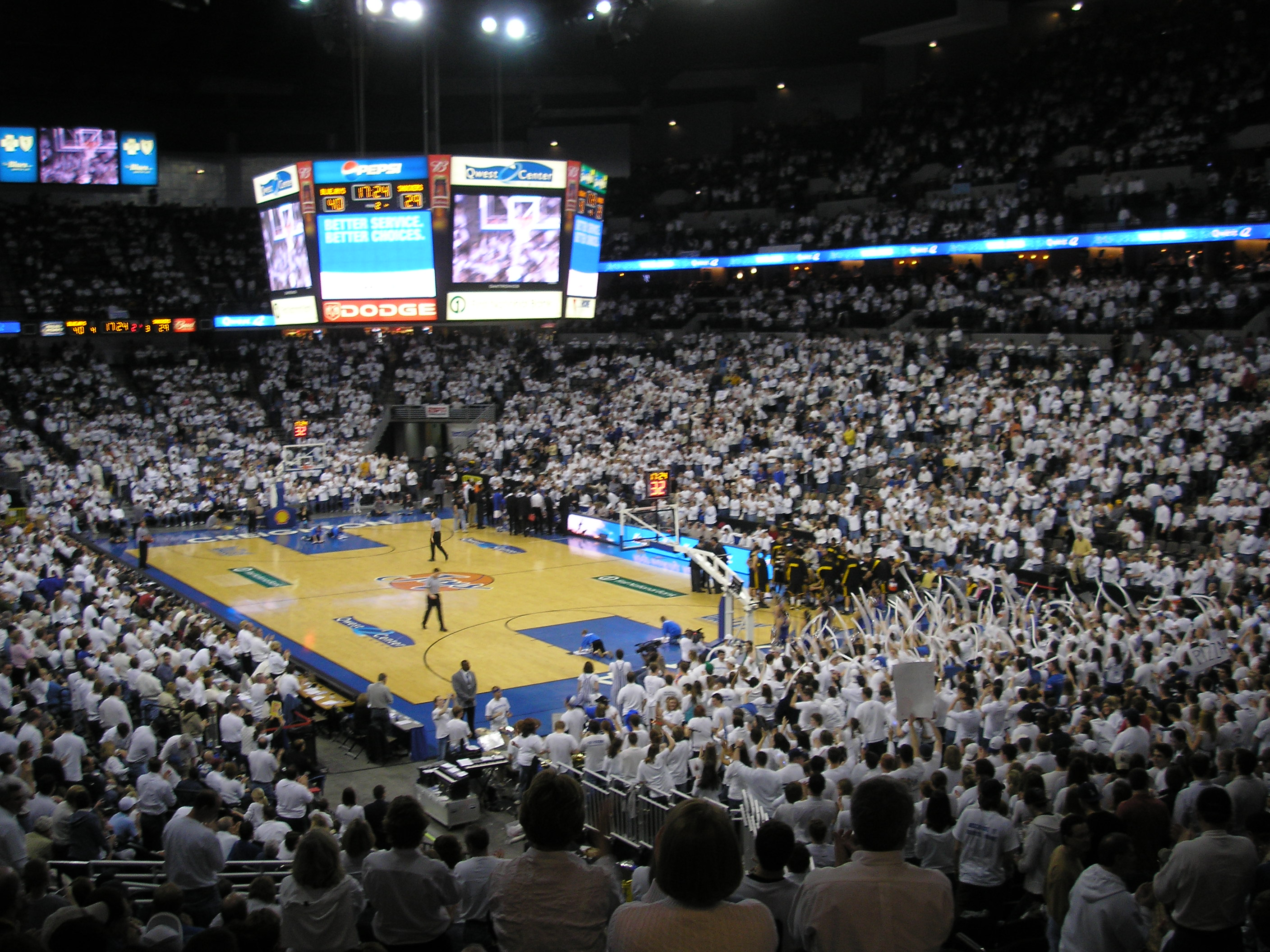
Qwest Center Omaha: arena rozgrywek męskiej drużyny koszykówki

Uniwersytet Creightona posiada 14 drużyn sportowych (nazwa: „Bluejays” albo „Jays”) współzawodniczących w ośmiu dyscyplinach. Creighton uczestniczy w rozgrywkach NCAA Division I w ramach Missouri Valley Conference.
Największą popularnością cieszy się koszykówka mężczyzn. Drużyna Creighton Bluejays zwyciężała w ramach Missouri Valley Conference kolejno przez siedem ostatnich lat, a w ostatnich czterech uczestniczyła w krajowych finałach (Top-15). Miejscem rozgrywek „u siebie” jest Qwest Center Omaha. Słynni absolwenci spośród koszykarzy to Paul Silas, Kyle Korver i Benoit Benjamin, do znanych eks-trenerów należą Eddie Sutton and Willis Reed. Żeńska drużyna koszykówki wygrała turniej WNIT w 2004 roku. Halą żeńskiej drużyny jest nowa D.J. Sokol Arena ulokowana na campusie uczelni.

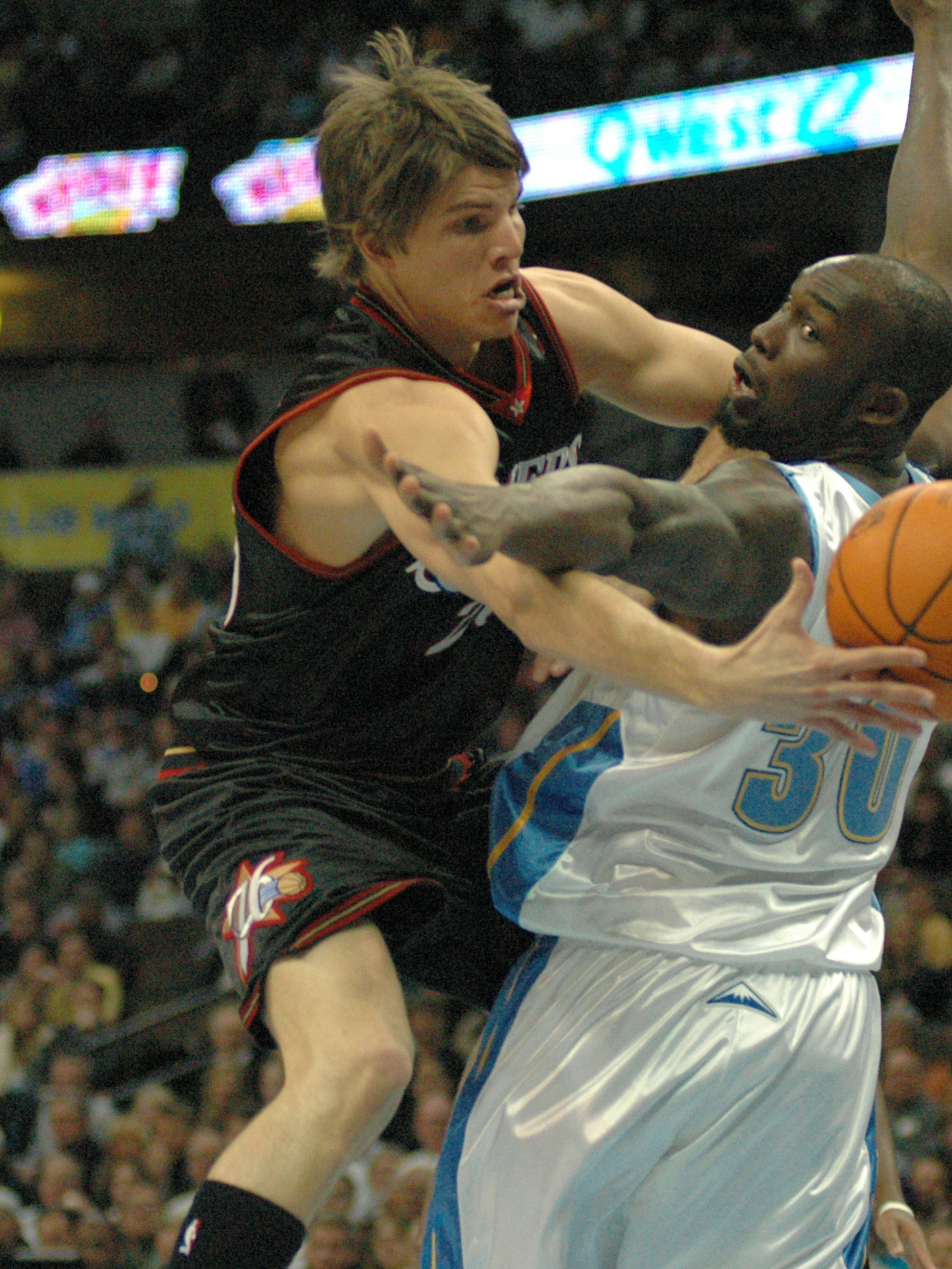
Były student i gracz Creighton Bluejays, Kyle Korver w akcji dla Philadelphia 76ers

## Kluby studenckie i organizacje
Na uniwersytecie działa ponad 200 organizacji studenckich: 

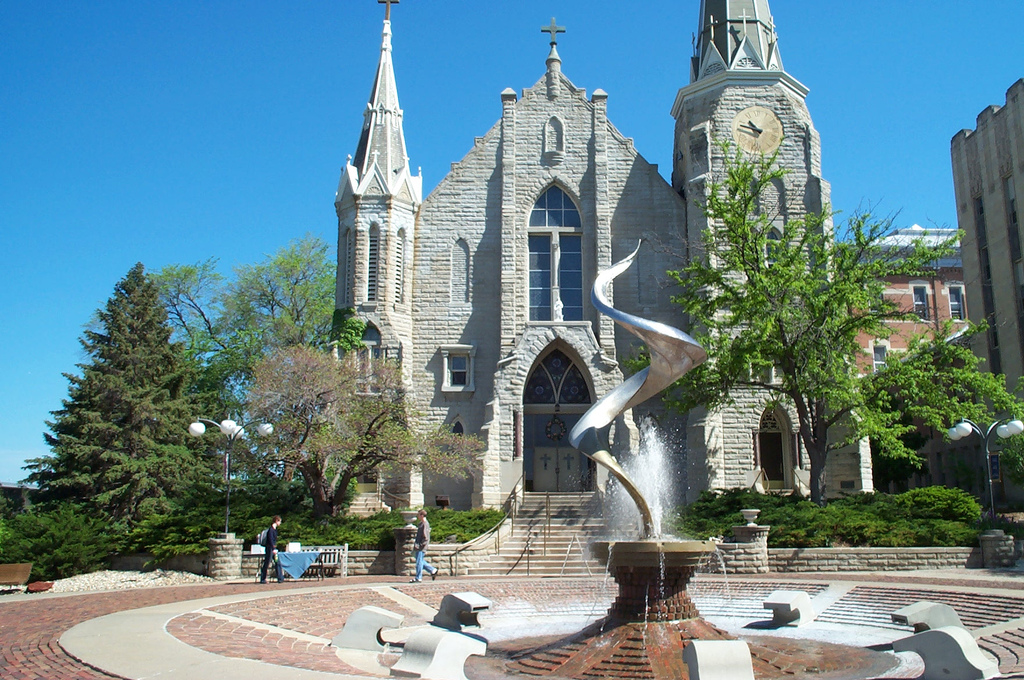
Kościół Św. Jana na głównym campusie uniwersytetu

### Wybrane stowarzyszenia akademickie
- Alpha Sigma Nu – Jesuit Honor society
- Sigma Pi Sigma – fizyka
- Psi Chi – psychologia
- Phi Sigma – biologia
- Phi Sigma Tau – filozofia
- Pi Sigma Alpha – nauki polityczne
- Sigma Tau Delta – flologia angielska
- Beta Alpha Psi – księgowość
- Eta Sigma Phi – filologia klasyczna
- Alpha Psi Omega – teatrologia

## Goście i absolwenci (wybór)
Uniwersytet odwiedzali z wykładami gościnnymi m.in. Warren Buffett, Ralph Nader, Peter Hans Kolvenbach, Sędziowie Sądu Najwyższego Stanów Zjednoczonych: Clarence Thomas, Samuel Alito i Antonin Scalia oraz liczni inni dygnitarze, ambasadorowie i naukowcy. Stypendystą Fundacji Fulbrighta z Polski był tutaj Zbigniew Białas.
Absolwenci Uniwersytetu Creightona pochodzą z 93 krajów. Niemal 30 procent z nich mieszka w Nebrasce. Większość absolwentów mieszkających poza Stanami Zjednoczonymi rezyduje w Kanadzie, Japonii i Malezji. Znani absolwenci to m.in. założyciel TD Ameritrade i właściciel Chicago Cubs, J. Joseph Ricketts, były prezes przedsiębiorstwa Coca Cola, Donald Keough, założyciel towarzystwa ubezpieczeniowego Mutual of Omaha, C.C. Criss, astronauta, który zginął podczas katastrofy promu kosmicznego Columbia, Michael Philip Anderson, oraz kilku cenionych sportowców, m.in. baseballista Bob Gibson.